# Буримович, Алексей Григорьевич
Алексе́й Григо́рьевич Буримо́вич (18 сентября 1923, Саратов, РСФСР, СССР — 18 апреля 2011, Москва, Россия) — советский профсоюзный деятель, Председатель Центрального комитета Профсоюза рабочих судостроительной промышленности СССР (1965—1989).

## Биография
Родился в 1923 году в семье бойца Красной Армии и служащей. В 1941 году окончил среднюю школу  города Казани. С июня 1941 года — курсант Чкаловского училища зенитной артиллерии.  С мая 1942 года принимал участие в боевых действиях на фронтах Великой Отечественной войны командиром артиллерийского взвода. Участвовал в освобождении Харькова, Сталинграда, в боях на Курской дуге, в форсировании Днепра, освобождении Белоруссии, в форсировании Одера, в освобождении города Кюстрин и во взятии Берлина. Закончил войну 22-летним командиром артиллерийской батареи. После войны окончил кораблестроительный факультет Горьковского института инженеров водного транспорта. По окончании института начал работать на заводе «Красное Сормово» мастером, начальником участка, начальником цеха. Избирался секретарем парткома завода. Работал в Центральном Конструкторском бюро по судам на подводных крыльях. В 1957 году был рекомендован на работу в Горьковский совнархоз в управление судостроительной промышленности. Работал главным технологом этого управления. С 1961 по 1964 год работал директором Богородского механического завода (Горьковская область). С 1965 года по 1989 год возглавлял Профсоюз рабочих судостроительной промышленности СССР.